# Rašelina (přírodní památka)
Rašelina je přírodní památka poblíž obce Nový Hrádek v okrese Náchod. Nalézá se v lokalitě pomístně zvané U Hranic (jak už název napovídá, jen několik desítek metrů od státní hranice s Polskem), asi tři čtvrtě kilometru severovýchodně od osady Dlouhé. Oblast spravuje Agentura ochrany přírody a krajiny ČR.

## Předmět ochrany
Předmětem ochrany je zbytek podhorských rašelinných luk s ohroženými a ustupujícími rostlinnými společenstvy a s výskytem zvláště chráněných druhů rostlin jako vrba plazivá (Salix repens), upolín evropský (Trollius altissimus), prstnatec májový (Dactylorhiza majalis), bledule jarní (Leucojum vernum), vachta trojlistá (Menyanthes trifoliata). Zdroj fytogenofondu pro rekonstrukci podobných lučních porostů v oblasti Orlické podhůří. Mokřadní území jako část krajiny významné pro udržení ekologické stability v celém katastrálním území Dlouhé.